# Amenhotep fils de Hapou
Amenhotep fils de Hapou (de Hapou, ayant donné apis en grec : « taureau ») ou Huy, parfois appelé Aménophis en grec ancien (« uni à Amon » ou « Amon est satisfait »), est un architecte, scribe, militaire et sage égyptien mort au XIVe siècle av. J.-C., courtisan du pharaon Amenhotep III.
On lui doit notamment l'érection des colosses du temple d'Amenhotep III, les fameux colosses de Memnon. Sa réputation posthume en fait l'un des grands savants égyptiens avec Imhotep aux côtés duquel il est honoré pendant plusieurs siècles comme bienfaiteur et guérisseur.

## Biographie
Amenhotep est né au XVe siècle av. J.-C., peut-être vers 1460/1435, dans la ville d'Athribis dans le delta du Nil. Talentueux, attaché au culte de Thot – le dieu de la sagesse et de l'écriture –, il est choisi pour servir au palais en tant que scribe royal pour les affaires militaires, peut-être même comme commandant militaire. Cette carrière lui permet de se rapprocher d'Amenhotep III qui le nomme comme intendant auprès de sa fille Satamon, ainsi qu'à diverses fonctions importantes comme celle de scribe royal à la tête des recrues puis de « Chef de tous les travaux du Roi ».
À ce poste, il est entre autres chargé du creusement des canaux ou encore d'ériger les deux statues gigantesques, connues sous le nom de « colosses de Memnon », situées à l'entrée du temple funéraire – aujourd'hui disparu – d'Amenhotep III sur la rive occidentale de Thèbes. On lui doit également une partie du temple d'Amon de Soleb.
La tradition, qui lui attribue également la rédaction de livres de magie, en retient un homme d'une grande sagesse, s'étant fait une excellente réputation durant son existence. Il est, avec Imhotep, le grand savant de l'Antiquité égyptienne.
D'après Alexandre Varille, le premier ministre d'Amenhotep III était un homme polyvalent (vizir, premier ministre, général, directeur des ressources humaines, scribe, architecte, médecin, et théologien) et de grande culture.
Il meurt vraisemblablement à un âge avancé, vers 1380/1356.

## Culte

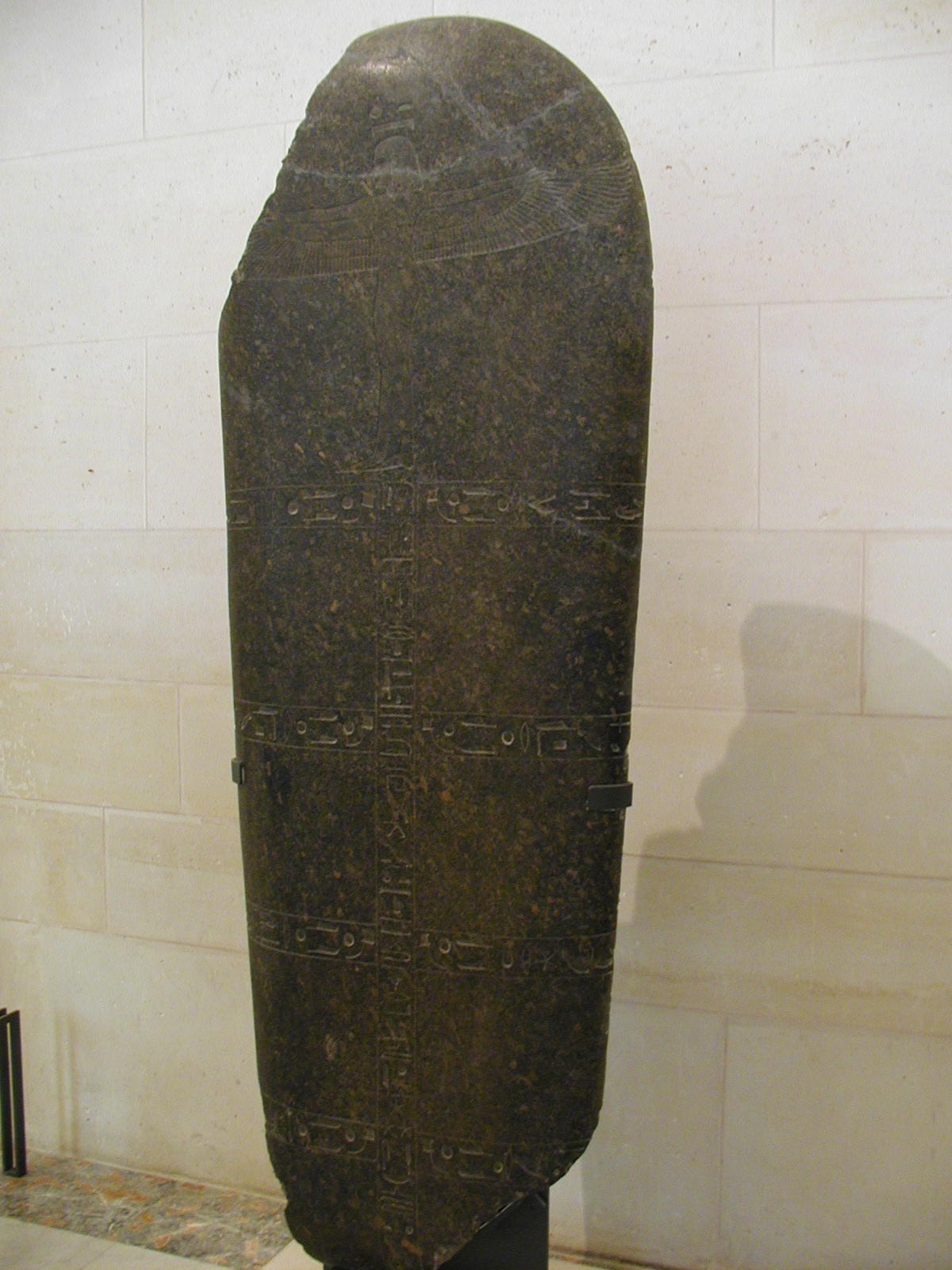
Couvercle du sarcophage d'Amenhotep fils de Hapou, musée du Louvre.

### Temple mémorial
Un temple-tombeau lui est érigé à Deir el-Bahari, à l'ouest de Thèbes près du site de Karnak – à l'arrière du temple consacré à son souverain Amenhotep III –  où il figure aux côtés d'Hathor et d'Imhotep.
Le fait qu'Amenhotep fils de Hapou ait été autorisé à construire un temple mortuaire, alors même qu'il n'était pas pharaon est un honneur exceptionnel. Ce temple, adjacent à celui du pharaon, était d'une surface supérieure à celle du temple du pharaon Thoutmôsis II. Cet honneur insigne est assez rare et indique qu'Amenhotep était très respecté au moment de sa mort, malgré le fait qu'il était un roturier et n'était entré dans la fonction publique qu'à un âge avancé, à la fin de la quarantaine. Ce temple est également connu par la reproduction sur une stèle de la XXIe dynastie d'un décret d'Amenhotep III érigeant une fondation funéraire en sa faveur. La fondation se voit réservée de façon solennelle et notifiée aux autorités du royaume l'affectation spéciale et perpétuelle de certains revenus dépendant du domaine et de l'administration militaire, au service du culte d'Amenhotep : les terres ont été prélevées sur le domaine royal, ce qui nécessite l'intervention du directeur du trésor et du directeur du domaine ; les esclaves ont été fournis par l'administration militaire, d'où la responsabilité du chef des troupes et des scribes de l'armée ; des prêtres ont été chargés du service du culte.
Au moment des fouilles du temple entreprises par Clément Robichon et Alexandre Varille en 1934 ou 1935, tout ce qui était en pierre a disparu, seuls subsistent les fondations, débris de voûte et murets en briques crues. Les deux archéologues dégagèrent les fondements du temple et restituèrent l’architecture initiale. Le temple mémorial mesure 45 × 110 mètres et est entouré de trois sanctuaires.
L’ouvrage de cent mètres de long était composé de trois espaces distincts. Un pylône donnait accès sur une première cour, dotée d’arbres et d’un étang. Cette première cour contenait un bassin d'eau de 25 × 26 m d'une profondeur considérable, alimenté par les eaux souterraines du Nil. Vingt arbres ont été plantés dans des fosses autour du bassin. Puis, un second pylône surélevé permettait d’arriver à une seconde cour au centre, bordée de portiques. Sur chaque péristyle, quatre portes conduisaient à des chapelles voûtées latérales au nombre de huit. Ensuite venait le temple proprement dit avec les trois sanctuaires à gauche. Le temple au fond de la cour était orné d'un portique à colonnes, et le temple était légèrement surélevé sur une terrasse.
Robichon et Varille eurent la chance de retrouver sur le sol de la troisième chapelle les restes d’une fresque murale de près de six mètres carrés de surface ; les hiéroglyphes de cette fresque ont été déchiffrés par Alexandre Varille et Clément Robichon. La partie descriptive de la fresque de la chapelle est située dans la partie inférieure, sous forme de hiéroglyphes ; cet ensemble décrit comment le pharaon Amenhotep III honora son collaborateur, à l’occasion de son jubilé de trente ans de règne. 
À la suite de ces fouilles, Alexandre Varille consacrera à cet édifice une première étude co-écrite avec Clément Robichon, et publiée en 1936 par l'Institut français d'archéologie orientale : Le Temple du Scribe Royal Amenhotep, fils de Hapou, puis un deuxième ouvrage qui sera publié, toujours par cet institut mais en 1968, de manière posthume donc, sous les auspices de Jean Vercoutter, sous le titre : Inscriptions concernant l'architecte Amenhotep, fils de Hapou.
Le dernier texte citant le temple d’Amenhotep fils de Hapou date de l’an 12 de Ramsès XI soit en 1086 et fait partie des minutes de procès rédigées sur papyrus à une époque troublée, marquée par de nombreux pillages de tombes royales à Thèbes,,.

### Autres représentations

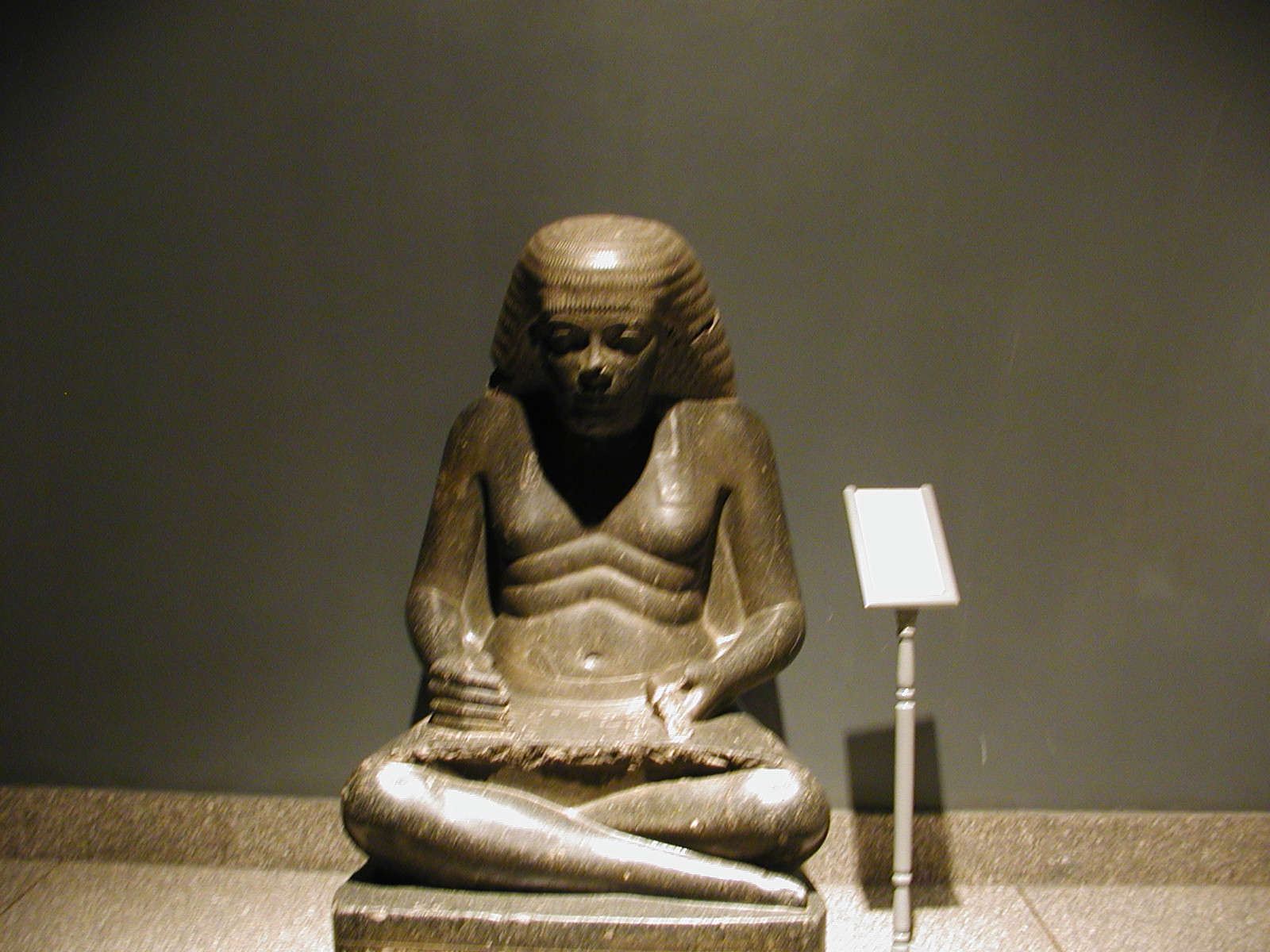
Amenhotep fils de Hapou en scribe, Musée de Louxor. Le texte qu'il écrit est une allusion aux statues : Le roi m'a placé comme chef des travaux dans la montagne de quartzite, pour diriger les monuments de son père Amon qui est dans Karnak. J'ai apporté de très grands et nombreux monuments consistant en statues de Sa Majesté.

De multiples statues sont érigées en son honneur. Bien qu'il n'ait pas à proprement parler été divinisé, il est néanmoins l'objet d'un culte et de dévotions populaires dans la région de Thèbes où la population l'invoque sous le nom d'« Amenhotep le sage » comme bienfaiteur et guérisseur, régulièrement associé à Imhotep et honoré à ses côtés comme son « frère ». Sa propre mère est associée au culte de la déesse Seshat, déesse de l'écriture et des mathématiques.
Les huit principales statues sont gravées de textes hiéroglyphiques contant le génie scientifique du personnage. Cinq d’entre elles furent placées dans le temple de Karnak après sa mort en 1356. Une autre fut retrouvée dans la ville d'Athribis. Le colosse du Caire fut sculpté 1100 ans après. Une seule d’entre elles fut réalisée de son vivant : en 1357, Amenhotep a quatre-vingts ans et fait mouler sa statue d’octogénaire ; Pharaon l’autorise à la mettre dans le temple d’Amon à Karnak.
Amenhotep est généralement représenté sous forme d'un scribe accroupi, un papyrus sur les genoux, avec de long cheveux ondulés au lieu de l'habituelle perruque. Une statue, qui accueille le visiteur au musée du Caire, le représente sous les traits d'un homme âgé accompagnée d'une inscription mentionnant qu'il atteint l'âge de quatre-vingts ans espère parvenir à l'« âge vénérable de cent dix ans ».

### Origines divines
Les prêtres de la XXIe dynastie, probablement à cause de la consécration de son nom à Amon, lui attribuent des origines divines. Le souvenir de sa mémoire semble se prolonger jusqu'à la période ptolémaïque, où il est parfois associé au dieu grec Asclépios et on trouve encore un Hymne à Amenhotep, fils de Hapou au temple de Ptah à Karnak datant de la période romaine. Une assimilation du père d'Amenhotep, Hapou, avec le dieu Apis, a pu favoriser cette attribution d'origines divines sous la dynastie des Ptolémées ; dans la chapelle de Deir el-Bahari, le nom du taureau Apis remplaçait celui d'Hapou.

### Travaux scientifiques
- Joseph Davidovits, La Bible avait raison : l'archéologie révèle l'existence des Hébreux en Égypte, Paris, Jean-Cyrille Godefroy, 2005, 285 p. (ISBN 2-86553-182-1)
- (en) Jose M. Galan, « Amenhotep son of Hapu as Intermediary between the People and God », dans Zahi Hawass (ed.), Egyptology at the Dawn of the Twenty-first Century : Proceedings of the Eigth International Congress of Egyptologists, vol. 2, American University in Cairo Press, 2003 (lire en ligne), p. 221-229
- Hourig Sourouzian, « La statue d’Amenhotep fils de Hapou, âgé, un chef d’œuvre de la XVIIIe dynastie », MDAIK, no 47,‎ 1991, p. 341-355
- Alexandre Varille, Inscriptions concernant l'architecte Amenhotep, fils de Hapou, Le Caire, Institut français d'archéologie orientale, 1968
- Clément Robichon et Alexandre Varille, Le temple du scribe royal Amenhotep fils de Hapou, Le Caire, Institut français d'archéologie orientale, 1936

### Essais et fictions
- (en) Blake A. Willey, Amenhotep, Son of Hapu : A Tale of Egypt, PublishAmerica, 2006
- Pauline Gedge, Amenhotep, l'élu des dieux